# النيد الشرقية (قارة)

تعديل مصدري - تعديل

النيد الشرقية هي إحدى قرى عزلة قارة بمديرية قارة التابعة لمحافظة حجة، بلغ تعداد سكانها 276 نسمة حسب تعداد اليمن لعام 2004.